# Guadalupe Tórrez
Guadalupe Tórrez (* 17. Mai 2001 in Santa Cruz) ist eine bolivianische Leichtathletin, die sich auf den Sprint spezialisiert hat. Sie ist aktuell Inhaberin des Landesrekordes im 100-Meter-Lauf.

## Sportliche Laufbahn
Erste Erfahrungen bei internationalen Meisterschaften sammelte Guadalupe Tórrez 2017 bei den U18-Südamerikameisterschaften in Santiago de Chile, bei denen sie im 100-Meter-Lauf mit 12,52 s in der ersten Runde ausschied und über 200 Meter in 26,28 s den siebten Platz belegte. Im Jahr darauf gewann sie bei den Südamerikaspielen in Cochabamba mit der bolivianischen 4-mal-100-Meter-Staffel in 46,17 s die Silbermedaille hinter dem aus Venezuela. Anschließend belegte sie bei den U18-Südamerikameisterschaften in Cuenca in 12,51 s den sechsten Platz über 100 Meter, wie auch über 200 Meter in 26,20 s. Zudem gelangte sie mit der Staffel in 49,67 s auf den vierten Platz. Bei den Ibero-Amerikanischen Meisterschaften in Trujillo schied sie über 100 Meter mit 12,56 s im Vorlauf aus und gewann mit der Staffel in 47,39 s die Bronzemedaille hinter den Teams aus Peru und Ecuador. 2019 schied sie bei den U20-Südamerikameisterschaften in Cali mit 12,53 s bzw. 25,65 s jeweils in der Vorrunde über 100 und 200 Meter aus und auch bei den Panamerikanischen-Juniorenmeisterschaften in San José kam das Aus in der ersten Runde nach 12,44 s bzw. 25,98 s. Bei den 2020 erstmals ausgetragenen Hallensüdamerikameisterschaften in Cochabamba stellte sie im 200-Meter-Lauf mit 25,34 s einen neuen Landesrekord auf und gelangte damit auf den vierten Rang, während sie im 60-Meter-Lauf in 7,80 s auf Rang sechs gelangte. Zwei Jahre darauf gelangte sie bei den Hallensüdamerikameisterschaften ebendort mit 7,66 s auf Rang sechs. Im Juli belegte sie bei den Juegos Bolivarianos in Valledupar in 12,01 s den siebten Platz über 100 Meter und anschließend gelangte sie bei den U23-Südamerikameisterschaften in Cascavel mit 24,73 s auf Rang fünf über 200 Meter und verpasste über 100 Meter mit 12,00 s den Finaleinzug. Kurz darauf belegte sie bei den Südamerikaspielen in Asunción mit 12,18 s auf Rang sieben über 100 Meter und wurde in der 4-mal-100-Meter-Staffel in 47,34 s Fünfte.
2023 schied sie bei den Südamerikameisterschaften in São Paulo mit 14,19 s im Vorlauf über 100 Meter aus und auch bei den Panamerikanischen Spielen in Santiago de Chile verpasste sie mit 12,17 s den Finaleinzug. Zudem schied sie dort auch mit der 4-mal-100-Meter-Staffel mit 45,85 s im Vorlauf aus. Im Jahr darauf verbesserte sie den Hallenrekord über 60 Meter auf 7,32 s und belegte dann bei den Hallensüdamerikameisterschaften in Cochabamba in 7,41 s den vierten Platz. Im März schied sie bei den Hallenweltmeisterschaften in Glasgow mit 7,50 s in der ersten Runde aus. Im Mai schied sie bei den Ibero-Amerikanischen Meisterschaften in Cuiabá mit 11,74 s im Vorlauf über 100 Meter aus und belegte im Staffelbewerb in 45,09 s den fünften Platz. Im August schied sie bei den Olympischen Sommerspielen in Paris mit 11,68 s im Vorlauf aus. Zudem war sie Fahnenträgerin Boliviens während der Schlussveranstaltung der Spiele. 2025 belegte sie in 7,39 s den fünften Platz über 60 Meter bei den Hallensüdamerikameisterschaften in Cochabamba, ehe sie bei den Hallenweltmeisterschaften in Nanjing mit 7,58 s nicht über die erste Runde hinauskam.
2020 wurde Tórrez bolivianische Hallenmeisterin im 200-Meter-Lauf und von 2022 bis 2025 siegte sie über 60 Meter. 2022 und 2024 wurde sie zudem Landesmeisterin im Freien im 100-Meter-Lauf sowie 2024 auch in der 4-mal-100-Meter-Staffel.

## Persönliche Bestzeiten
- 100 Meter: 11,57 s (+1,3 m/s), 21. April 2024 in Cochabamba (bolivianischer Rekord)
  - 60 Meter (Halle): 7,32 s, 13. Januar 2024 in Cochabamba (bolivianischer Rekord)
- 200 Meter: 24,44 s (−0,7 m/s), 30. April 2023 in Cochabamba
  - 200 Meter (Halle): 24,74 s, 12. Februar 2023 in Cochabamba